# OMG (singel NewJeans)
OMG – pierwszy single album południowokoreańskiej grupy NewJeans, wydany 2 stycznia 2023 roku przez wytwórnię ADOR, spółkę zależną Hybe Corporation. Album zawiera dwa utwory, w tym główny singel o tym samym tytule oraz „Ditto”, przedpremierowy utwór, który został wydany 19 grudnia 2022 roku.

## Tło
NewJeans wydały swój pierwszy minialbum New Jeans, który odniósł duży sukces na listach przebojów na całym świecie i spotkał się z uznaniem krytyków oraz komercyjnym sukcesem. W listopadzie 2022 roku Hybe Corporation, spółka macierzysta ADOR, którą zarządza Min Hee-jin, potwierdziła w internetowym briefingu na temat przyszłości firmy, że grupa wyda nowy singiel w styczniu.

## Promocja
10 listopada, podczas corocznego briefingu społecznościowego Hybe Corporation na YouTube, dyrektor generalny Jiwon Park ogłosił, że NewJeans powrócą z wydaniem swojego pierwszego singlowego albumu OMG 2 stycznia 2023 roku. Tego samego dnia ujawniono, że singlowy album będzie składał się z utworu tytułowego, który już był planowany podczas produkcji debiutanckiego albumu zespołu  New Jeans, a także przedpremierowy singiel, który ukaże się 19 grudnia. 12 grudnia opublikowano pierwsze teasery, inspirowane wizualiami bożonarodzeniowymi z lat 90.  Obie zapowiedzi pokazują królika skaczącego pośrodku logo, mającego symbolizować fanów zespołu, zwanych „króliczkami”. Tego samego dnia ujawniono również tytuł przedpremierowego utworu, którym był „Ditto”.

## Lista utworów
| CD | CD           | CD                                           | CD                                      | CD          | CD      |
| Nr | Tytuł utworu | Tekst                                        | Kompozycja                              | Aranżacja   | Długość |
| -- | ------------ | -------------------------------------------- | --------------------------------------- | ----------- | ------- |
| 1. | „OMG”        | Gigi, Ylva Dimberg, Hanni                    | Park Jin-su, Ylva Dimberg, David Dawood | Park Jin-su | 3:32    |
| 2. | „Ditto”      | Ylva Dimberg, The Black Skirts, Oohyo, Minji | 250, Ylva Dimberg                       | 250         | 3:06    |

## Notowania
| Lista                                     | Pozycja |
| ----------------------------------------- | ------- |
| South Korean Albums (Circle)              | 1       |
| Belgian Albums (Ultratop Flanders)        | 185     |
| Japan (Oricon)                            | 2       |
| Japan Combined Singles (Oricon)           | 1       |
| Japan Top Singles Sales (Billboard Japan) | 2       |

## Sprzedaż
| Kraj             | Sprzedaż   |
| ---------------- | ---------- |
| Korea Południowa | 1 027 772+ |
| Japonia          | 30 473     |